# Wolfgang Becvar
Wolfgang Becvar (* 1950 in Linz, Österreich; † 3. September 2006 in Deutschlandsberg, Steiermark) war ein praktizierender Tierarzt und Autor.

## Leben
Becvar hatte in Wien Veterinärmedizin studiert. Seit 1986 als Tierarzt in Deutschland und Österreich tätig, absolvierte er neben seiner Praxis auch das Studium der Homöopathie und andere Bereiche der Naturheilkunde. Zu diesen umfassenden Themen verfasste er mehrere Bücher. In den 1980er Jahren veröffentlichte er außerdem literarische Texte, zumeist Satiren und Lyrik. Zeitweilig war Becvar als Dozent an der Akademie für Tiernaturheilkunde in Bad Bramstedt tätig.
Auf mehreren Reisen nach Kanada, Südamerika und Afrika gewann er Kenntnisse der traditionellen Naturmedizin, des Schamanismus und von speziellen Heilungsritualen, mit denen er sich in seinen letzten Jahren weitergehender beschäftigte. Die Aspekte der schamanischen Tradition sowie der „Pflege und Heilung der Erdenmutter“ (Geomantie) hinsichtlich der Bedürfnisse der modernen westlichen Kulturlandschaft finden ihren Niederschlag im Buch Wege zu ganzheitlichen Landwirtschaft. Zuletzt arbeitete er ein System von Symbolkräften namens Ingmar und Larimar aus, welches jedem ermöglichen sollte, auf einfache und wirksame Weise die stets vorhandenen „Freien Energien“ zu nutzen.
Becvar war zwei Mal verheiratet und hinterließ zwei Kinder. Er verstarb auf Grund eines unbehandelten Diabetes.

## Werke

### Belletristik
- Prof. Blattl's botanisches Raritätenlexikon – ein Sammelsurium absurder Zimmerpflanzen, Prosa, St. Oswald 1984
- Verwurzelt, Lyrik, St. Oswald 1985

### Sachbücher
- Ingmar: Das System der Symbolkräfte von Aldebaran. Zusammen mit Werner Neuner und Claudia Arndt
- Larimar: Das System der Symbolkräfte von Sirius B. Zusammen mit Werner Neuner und Josef Marhl
- Naturheilkunde für Hunde.
- Naturheilkunde für Katzen.
- Naturheilkunde für Katzen: Grundlagen, Methoden, Krankheitsbilder.
- Wir heilen Pferde natürlich.
- Rinder natürlich heilen.
- Schweine natürlich heilen.
- Naturheilkunde für Hunde: Grundlagen, Methoden, Krankheitsbilder.
- Wege zur ganzheitlichen Landwirtschaft.
- Schafe und Ziegen natürlich heilen.
- Nutztiere natürlich heilen.